# برودي كوندون
برودي كوندون (بالإسبانية: Brody Condon)‏ هو فنان مكسيكي، ولد في 1974 في المكسيك.